# Ninoxe des Philippines
Ninox philippensis
Ninox philippensis redirige ici. Pour les autres taxons précédemment traités sous ce nom, voir Ninoxe de Mindanao, Ninoxe de Mindoro, Ninoxe du Romblon et Ninoxe des Sulu.
Espèce
Statut de conservation UICN

 LC  : Préoccupation mineure
Statut CITES
La Ninoxe des Philippines (Ninox philippensis) est une espèce d'oiseaux de la famille des Strigidae.

## Répartition
Cet oiseau est endémique des Philippines.

## Taxinomie
Une révision de Pamela C. Rasmussen et al. en 2012 élèvent au rang d'espèces différentes populations jusqu'alors considérées comme sous-espèces de N. philippensis : Ninox spilocephala, Ninox mindorensis, Ninox spilonotus et Ninox reyi. Deux autres espèces sont par ailleurs conjointement décrites : Ninox rumseyi et Ninox leventisi.
Lorsque N. philippensis, N. spilocephala, N. mindorensis, N. spilonotus et N. reyi ne formaient encore qu'un seul taxon, il était aussi connu en français par le nom normalisé CINFO de Ninoxe des Philippines.

### Sous-espèces
D'après la classification de référence (version 14.1, 2024) de l'Union internationale des ornithologues, la Ninoxe des Philippines possède 3 sous-espèces (ordre philogénique) :
- Ninox philippensis philippensis Bonaparte, 1855 ;
- Ninox philippensis ticaoensis duPont, 1972 ;
- Ninox philippensis centralis Mayr, 1945.

La sous-espèce proxima (Rasmussen et al 2012) n'est pas reconnue et est intégrée dans N. p. philippensis. La validité de la sous-espèce N. p. ticaoensis a est remise en question par Rasmussen et al..